# 堕入情网
堕入情网，是艾維斯·普里斯萊最早在1961年在电影《蓝色夏威夷》中改编法国作曲家Jean-Paul-Égide Martini（1741年–1816年）的〈Plaisir d'amour〉歌。1993年UB40樂團再度翻唱。2002年A-Teens樂團為迪斯尼动画片《星際寶貝》再度翻唱，中文版由F4组合翻唱。
其实自Plaisir d'amour一歌诞生以来，不断被人演唱。1939年美国电影《Love Affair》有翻唱了这首歌。2001年美国电视连续剧《兄弟連》也翻唱了这首歌。
翻唱过Plaisir d'amour的歌手还有：
- Yvonne Printemps，1931年
- Tino Rossi，1955年
- 瓊·拜亞（Joan Baez），1961年
- 瑪莉安·菲絲佛，1965年
- 弗朗科·巴蒂亞托（Franco Battiato），1991年
- 娜娜·穆斯庫莉（Nana Mouskouri），1997年
- Karrin Allyson，1999年
- Marie Denise Pelletier，2000年
- 愛美蘿·哈里斯（Emmylou Harris），2003年
- 碧姬·芭杜（Brigitte Bardot）
- Barbara Hendricks
- 安德烈·波伽利（Andrea Bocelli）
- Helmut Lotti
- 米蕾耶·瑪蒂厄（Mireille Mathieu）
- 伊凡·李布洛夫（Ivan Rebroff）
- Eddy Mitchell
- 尼克·德雷克（Nick Drake）

翻唱过墮入情網的歌手過多，無法一一點列。